# Affaire Aruna Shanbaug
L'affaire Aruna Shanbaug est une affaire judiciaire concernant Aruna Ramchandra Shanbaug (1948 - 2015), infirmière indienne qui a passé des années en état végétatif après une agression sexuelle. En 2011, la Cour suprême de l'Inde, saisie par la journaliste Pinki Virani, examine une requête d'euthanasie. Virani est déboutée mais le jugement autorise l'euthanasie passive en Inde.

## Aruna Shanbaug
Aruna Ramchandra Shanbaug est née en 1948 à Haldipur (en), dans le Karnataka,,. Elle exerce le métier d'infirmière au King Edward Memorial Hospital (en) (KEM) à Bombay. En 1973, elle est fiancée à un médecin du même hôpital.
La nuit du 27 novembre 1973, elle subit une agression sexuelle par Sohanlal Bhartha Walmiki, un balayeur travaillant à l'hôpital. Sohanlal l'attaque pendant qu'elle se change dans le sous-sol de l'hôpital et il l'étrangle avec une chaîne en métal avant de la violer. Privés d'air, les organes vitaux de la victime subissent de graves lésions. Elle est découverte le matin suivant par un préposé au nettoyage.
Sohanlal est appréhendé et condamné pour agression et vol à sept années d'emprisonnement puis libéré en 1980. Il n'a pas été condamné pour viol ni pour agression sexuelle.
La journaliste Pinki Virani a cherché ce qu'est devenu Sohanlal mais ni l'hôpital, ni le tribunal n'ont conservé de photo de l'agresseur ; Virani présume qu'il a pris une autre identité après sa libération. Des rumeurs veulent qu'il ait succombé aux effets du SIDA ou de la tuberculose. Il est cependant retrouvé dans un village de l'Uttar Pradesh, où s'est marié, a fondé une famille et trouvé un travail.
Dans les années 1980, la Municipal Corporation of Greater Mumbai (en) essaie par deux fois de déplacer Aruna Shanbaug afin de libérer le lit qu'elle occupe depuis sept ans, mais elle cède devant la manifestation des infirmières. Aruna Shanbaug meurt des suites d'une pneumonie le 18 mai 2015 après avoir passé près de 42 ans en état végétatif,.

## Cour suprême de l'Inde
La journaliste Pinki Virani dépose une requête auprès de la Cour suprême de l'Inde pour demander l'euthanasie d'Aruna Shanbaug. Le 17 décembre 2010, la Cour demande un rapport sur la patiente auprès de l'hôpital de Bombay et du gouvernement du Maharashtra. Le 24 janvier 2011, la Cour crée un comité médical composé de trois membres. Après avoir examiné Aruna Shanbaug, le comité parvient à la conclusion qu'elle « montre la majorité des symptômes d'un état végétatif permanent ».
Le 7 mars 2011, la Cour rend un arrêt historique et émet une série de recommandations pour légaliser l'euthanasie passive en Inde, : la décision de mettre fin aux soins ainsi qu'aux traitements, à l'alimentation ou à l'hydratation doit être prise par les parents, le conjoint ou d'autres membres de la famille proche ; en l'absence de famille proche, la décision peut échoir à un ami ou une amie proche. La décision doit être approuvée par le tribunal. La Cour suprême indique que Virani ne peut prétendre à la qualité d'amie proche d'Aruna Shanbaug. En revanche, le personnel de l'hôpital est reconnu comme « l'entourage proche » de la patiente. Or, les membres du personnel désiraient qu'Aruna Shanbaug continue de vivre. Virani est donc déboutée de sa requête.

## Postérité
En 1985, Harkisan Mehta (en) écrit un roman, intitulé Jad Chetan, qui se base sur l'histoire d'Aruna Shanbaug.
Pinki Virani publie en 1998 un livre sur l'affaire : Aruna's Story: the true account of a rape and its aftermath.